# Gyula Káté
Gyula Káté (* 3. Februar 1982 in Budapest) ist ein ehemaliger ungarischer Boxer. Er war unter anderem Teilnehmer der Olympischen Sommerspiele 2004 in Athen, 2008 in Peking und 2012 in London.

## Boxkarriere
Seine größten Erfolge im Nachwuchs waren der Gewinn einer Bronzemedaille im Fliegengewicht bei der Kadetten-Europameisterschaft 1998 in Jūrmala sowie der Gewinn der Goldmedaille im Federgewicht bei der im heimischen Budapest ausgetragenen Junioren-Weltmeisterschaft 2000, wobei er im Finalkampf Boris Georgiew bezwang.
Bei den Erwachsenen wurde er im Anschluss zehnfacher Ungarischer Meister; 2001 bis 2003 im Leichtgewicht sowie 2005 bis 2011 im Halbweltergewicht. 2004 konnte er verletzungsbedingt nicht an den nationalen Meisterschaften teilnehmen. Damit liegt er in der ewigen Bestenliste nur hinter dem elffachen Titelträger Pál Lakatos.
Bei EU-Meisterschaften gewann er 2005 in Cagliari und 2006 in Pécs die Goldmedaille, 2008 in Władysławowo und 2009 in Odense die Silbermedaille sowie 2007 in Dublin eine Bronzemedaille. Im Anschluss fanden bis 2014 keine EU-Meisterschaften mehr statt.
Bei der Europameisterschaft 2002 in Perm schied er im Achtelfinale gegen Alexander Maletin aus, erreichte jedoch bei der Weltmeisterschaft 2003 in Bangkok mit Siegen gegen Sergio Priotti, Wladimir Kolesnik, Takashi Uchiyama und Dilshod Mahmudov das Halbfinale, wo er mit einer Bronzemedaille gegen den späteren Weltmeister Mario Kindelán ausschied. Bei der Europameisterschaft 2004 in Pula erreichte er nach einer Halbfinalniederlage gegen Dimitar Schtiljanow erneut den Gewinn einer Bronzemedaille und startete bei den Olympischen Spielen 2004 in Athen, wo er in der Vorrunde gegen Baik Jong-sub unterlag. Auch bei der Weltmeisterschaft 2005 in Mianyang verlor er noch in der Vorrunde gegen Chen Tongzhou.
Sein nächster Erfolg war der Gewinn einer Bronzemedaille bei der Europameisterschaft 2006 in Plowdiw nach einer Niederlage im Halbfinale gegen Oleg Komissarow. Bei der Weltmeisterschaft 2007 in Chicago, bei der auch direkte Startplätze für die Olympischen Sommerspiele 2008 vergeben wurden, kämpfte er sich gegen John Joyce und Myke Carvalho ins Achtelfinale vor, wo er gegen Gennadi Kowaljow ausschied. Er musste daraufhin in das europäische Qualifikationsturnier 2008 in Pescara, wo er mit Siegen gegen Germans Grekovs, Gevorg Galstian, Dario Vangeli, Egidijus Kavaliauskas und Ionuț Gheorghe den ersten Platz erreichte. Bei den anschließenden Olympischen Sommerspielen 2008 in Peking verlor er diesmal in der Vorrunde gegen John Joyce.
Bei der Weltmeisterschaft 2009 in Mailand gewann er erneut eine Bronzemedaille, nachdem er erst im Halbfinale knapp mit 7:8 gegen Frankie Gomez ausgeschieden war. Bei der Europameisterschaft 2010 in Moskau verlor er erst im Finale mit 2:3 gegen Hratschik Jawachjan und schied bei der Europameisterschaft 2011 in Ankara im Viertelfinale gegen Vincenzo Mangiacapre aus. Durch das erneute Erreichen des Viertelfinales bei der Weltmeisterschaft 2011 in Baku, unter anderem mit einem Sieg gegen Danijar Jeleussinow, qualifizierte er sich für die Olympischen Sommerspiele 2012 in London; dort unterlag er im Achtelfinale erneut gegen Vincenzo Mangiacapre. Mit inzwischen drei Olympiateilnahmen als Boxer wird er nur von György Gedó mit vier Teilnahmen übertroffen. Nach den Olympischen Spielen wurde im August 2012 sein Karriereende bekanntgegeben.
Káté entschied sich jedoch für eine Teilnahme an der semiprofessionellen Wettkampfserie APB des internationalen Amateurverbandes (AIBA), wobei er jedoch von Oktober 2014 bis Juli 2015 fünf von sechs Kämpfen verlor. Seinen letzten Boxkampf bestritt er im Dezember 2016 in Budapest.

### Auswahl weiterer Turnierergebnisse
- April 2001: 1. Platz beim Gee-Bee Tournament in Finnland[29]
- Mai 2001: 2. Platz beim Ahmet Cömert Tournament in der Türkei[30]
- September 2002: 1. Platz beim Nations Cup in Österreich[31]
- Oktober 2003: 2. Platz beim Green Hill Tournament in Pakistan[32]
- Mai 2004: 2. Platz beim Acropolis Cup in Griechenland[33]
- September 2004: 1. Platz beim Nations Cup in Österreich[34]
- Oktober 2004: 1. Platz beim Ostrava Grand Prix in Tschechien[35]
- November 2004: 1. Platz bei den World University Championships in der Türkei[36]
- September 2005: 2. Platz beim Dubnica Grand Prix in der Slowakei[37]
- Oktober 2006: 1. Platz beim Tammer-Tournament in Finnland[38]
- November 2006: 1. Platz beim Copenhagen Cup in Dänemark[39]
- September 2007: 3. Platz beim Golden Belt Tournament in Rumänien[40]
- Mai 2008: 2. Platz beim Box-Am Tournament in Spanien[41]
- April 2010: 1. Platz beim Turkish Prime Ministry Tournament in der Türkei[42]
- Oktober 2010: 3. Platz beim Europa-Cup in der Ukraine[43]
- Oktober 2010: 3. Platz beim Tammer-Tournament in Finnland[44]

## Sonstiges
Káté war Absolvent der Oberschule Kossuth Lajos im Budapester Stadtteil Csepel.
Nach dem Ende seiner Wettkampfkarriere arbeitete er als Kampfsporttrainer und Sicherheitsbediensteter bei der Budapester Gesellschaft für die Instandhaltung öffentlicher Räume, kurz FKF (Stand: 2019).